# Podomyrma christae
Podomyrma christae é uma espécie de formiga do gênero Podomyrma, pertencente à subfamília Myrmicinae.